# Hyperreninismus
Der Hyperreninismus ist eine Erkrankung mit vermehrtem Renin im Blutplasma aufgrund eines hormonaktiven Tumors meist der Niere. Klinisch steht eine arterielle Hypertonie im Vordergrund. Meist geht die Neubildung vom juxtaglomerulären Apparat aus (Juxtaglomerulärer Zelltumor), z. B. Hämangioperizytom, Nephroblastom, sehr viel seltener von anderen Organen, z. B. kleinzelliges Bronchialkarzinom.
Synonyme sind: Robertson-Kihara-Syndrom; Primärer Hyperreninismus; Reninom; Hyperreninämie
Die Namensbezeichnung bezieht sich auf die Autoren zweiter Beschreibungen aus dem Jahre 1967 durch den Internisten und Pathologen P. W. Robertson und Mitarbeiter und aus dem Jahre 1968 durch I. Kihara und Mitarbeiter. Die Bezeichnung wurde 1972 von Jerome W. Conn vorgeschlagen.

## Vorkommen
Juxtaglomeruläre Zelltumoren können in jedem Alter auftreten, gehäuft im 2. und 3. Lebensjahrzehnt, das weibliche Geschlecht ist häufiger betroffen.

## Ursache
Verursacht wird der Hyperreninismus durch eine hormonaktive Neoplasie meist des juxtaglomerulären Apparates: Hämangioperizytom, Nephroblastom, seltener bei kleinzelligem Bronchialkarzinom, ovariellem Leiomyosarkom oder anderen.
Die Reninüberproduktion führt zu arterieller Hypertonie und sekundärem Hyperaldosteronismus.

## Klinische Erscheinungen
Klinische Kriterien sind:
- therapieresistenter Bluthochdruck mit Kopfschmerzen, Veränderungen am Augenhintergrund, Linksventrikuläre Hypertrophie
- normale Nierenfunktion
- Hypernatriämie
- Hypokaliämie mit Myasthenie, Obstipation, verminderten Muskelreflexen, Polydipsie und Polyurie
- erhöhtes Renin und Aldosteron im Blutplasma

## Diagnose
Die Diagnose kann durch seitengetrennte Reninbestimmung aus dem Nierenvenenblut erfolgen.

## Differentialdiagnostik
Abzugrenzen sind:
- Bartter-Syndrom
- Gitelman-Syndrom

sowie bildgebend andere Nierentumoren wie:
- Glomustumor
- Metanephrisches Adenom
- papilläres Nierenzellkarzinom
- Ductus-Bellini-Karzinom
- Urothelkarzinom
- renales Angiomyolipom
- Nephroblastom

## Therapie
Die Behandlung erfolgt operativ.